# Свети Георги (Бистрица, Битолско)
„Свети Георги“ (на македонска литературна норма: „Свети Ѓорѓи“) е православна църква, главна селска църква на битолското село Бистрица, седалище на Бистришката парохия на Преспанско-Пелагонийската епархия на Македонската православна църква – Охридска архиепископия.

## География
Църквата се намира в самото село, сгушена сред къщите, а около нея е селското гробище.

## История и архитектура
В църковния двор, непосредствено до северната страна на храма, се намира подова мозайка в три цвята на раннохристиянска базилика, открита случайно в 1969 година.
Църквата е реновирана в 1932 година.

## Галерия
- Апсидата
- Поглед към църквата
- Главният вход
- Страничният вход
- Входната порта
- Басейн за верски обреди
- Помощният обект
- Помощен обект
- Камбанарията